# Liste des organisations de karaté Shotokan
Vous pouvez aider à l'améliorer ou bien discuter des problèmes sur sa page de discussion.
- Il peut contenir un travail inédit ou des déclarations non vérifiées. Vous pouvez l’améliorer en ajoutant des références. (Marqué depuis juillet 2016)

Vous pouvez aider à l'améliorer ou bien discuter des problèmes sur sa page de discussion.
- Il ne cite pas suffisamment ses sources. Vous pouvez indiquer les passages à sourcer avec {{référence nécessaire}} ou {{Référence souhaitée}}, et inclure les références utiles en les liant aux notes de bas de page. (Marqué depuis juillet 2016)
- Son texte doit être wikifié : il ne correspond pas à la mise en forme Wikipédia (style, typographie, liens internes, liens entre les wikis, etc.). (Marqué depuis novembre 2022)
- Sa typographie ne respecte pas les conventions de Wikipédia. Vous pouvez solliciter de l’aide de l’Atelier typographique. (Marqué depuis novembre 2022)
- La traduction doit être revue. Le contenu est difficilement compréhensible à cause d’erreurs de traduction, peut-être dues à l’utilisation d’un logiciel de traduction automatique. (Marqué depuis novembre 2022)
- Il est à actualiser. Certains passages sont obsolètes ou annoncent des événements désormais passés. (Marqué depuis novembre 2022)

- Archive Wikiwix
- Bing
- Cairn
- DuckDuckGo
- E. Universalis
- Gallica
- Google
- G. Books
- G. News
- G. Scholar
- Persée
- Qwant
- (zh) Baidu
- (ru) Yandex
- (wd) trouver des œuvres sur Wikidata

La liste des organisations de karaté Shotokan dresse une liste des plus grandes organisations de karaté Shotokan.

## Association de karaté duJapon(JKA) et ses successeurs
L'Association de karaté du Japon (JKA, Nihon Karate Kyokai au Japon) a été formée en 1949 par plusieurs élèves aguerris de Gichin Funakoshi. Le plus haut-rang était le Maître Funakoshi récompensé par ses étudiants du 5e Dan (ceinture noire 5e Dan). La JKA fit monter le plus haut-rang de 5e dan à 10e Dan en réduisant les exigences pour obtenir chaque grade. La plupart des membres venaient initialement de l'Université de Takushoku, mais ils venaient également des universités de Hōsei, de Waseda, de Gakushūin et de Keiō.
Masatoshi Nakayama (1913-1987) dirigea la JKA, avec Gichin Funakoshi, tenant une position équivalente à celle d'un professeur émérite. La JKA grandit jusqu'à devenir la plus grande organisation de karaté du monde.[réf. nécessaire]
Les dissensions établies entre les instructeurs expérimentés et le personnel administratif causa alors des détachements de plusieurs groupes, de manière à diviser la JKA en deux. Nobuyuki Nakahara, Ueki Masaaki, Tanaka Masahiko, Yoshiharu Osaka et d'autres dirigeront la faction de Nakahara (une moitié), tandis que Raizo Matsuno, Tetsuhiko Asai, Keigo Abe et Mikio Yahara dirigeront la faction Matsuno (l'autre moitié).
Suivant alors les combats établis suivant la loi, le groupe de Nakahara garda le contrôle de la JKA. Les sections suivantes décrivent quelques organisations de karaté Shotokan descendant de la JKA. Les fondateurs de ces organisations sont pour la plupart de grands instructeurs Shotokan réputés dans le monde.

### Fédération internationale de karaté traditionnel (ITKF)
Hidetaka Nishiyama (1928–2008) commence à s'exercer dans le karaté en 1943 sous l'autorité de Gichin Funakoshi. Deux ans plus tard, alors qu'il entre à l'université de Takushoku, il devient membre de l'équipe de karaté universitaire, et en 1949 en devient le capitaine. Il est le cofondateur de la fédération de karaté de tous les collèges du Japon et est élu comme premier siège.
En 1951, Nishiyama devient membre et fondateur de la JKA, et il est élu à la tête du conseil de la direction de la JKA. En 1952, il est sélectionné en tant que membre du personnel instructeur des arts martiaux pour le commandement de la stratégie de l'armée de l'air des États-Unis (SAC) au programme d'entraînement au combat, ce qui inclut également les instructeurs Funakoshi, Nakayama, et Isao Obata. Nishiyama vient aux États-Unis en 1961, sur l'invitation des étudiants du SAC et des membres de la JKA habitant dans le pays, et quatre mois plus tard est fondée la Fédération de karaté amateur d'Amérique (AAKF) comme branche de la JKA. En 1968, Nishiyama organise le premier Championnat invité du monde de karaté[Quoi ?] à Los Angeles. À la suite de désaccords lors de l'organisation des premier et second Championnats du monde de karaté en 1970 et 1973, la fédération internationale de karaté amateur est créée en 1974, avec Nishiyama en tant que chargé de direction. En 1985, la IAKF change de nom et devient Fédération internationale de karaté traditionnel (ITKF).
Nishiyama obtient le 10e dan de karaté en 2003 de l'Association internationale de karaté San Ten. Il meurt le 7 novembre 2008. Ses anciens élèves furent Hiroshi Shirai, Takeshi Oishi et James Yabe.

### Fédération internationale de Karate-Do Shotokan (SKIF)
Hirokazu Kanazawa (1931–2019), 10e Dan, se sépare de la JKA en 1978, et appelle son organisation Shotokan Karate-Do International Federation (SKIF). Kanazawa étudie sous l'autorité de Masatoshi Nakayama et d'Hidetaka Nishiyama, élèves de Gichin Funakoshi. La SKIF introduit des éléments de Tai-chi-chuan, en particulier en matière de courant et d'équilibre, ce qui a permis la promotion de l'évolution du style Shotokan tout en préservant l'art au cœur de la tradition. Kanazawa est considéré comme l'un des techniciens les plus brillants dans le style SHotokan, et il était un excellent concurrent en compétition. Il remporte également le championnat kumite au premier tournoi open de la JKA en 1957 avec une main brisée. Kanazawa est récompensé du 10e dan en l'an 2000.

### Fédération internationale de karaté Shotokan (ISKF)
Teruyuki Okazaki (en) (1931– ), 10e Dan, dirige la Fédération internationale de karaté Shotokan (ISKF) qui est la plus grande organisation de karaté Shotokan dans le nord de l'Amérique du Sud et des Caraïbes. Okazaki étudie sous l'autorité de Gichin Funakoshi et de Masatochi Nakayama, et il est intègre dans la fondation du programme de formation des instructeurs de la JKA. Okazaki doit se rendre aux États-Unis en 1961, afin de contribuer aux efforts de Nakayama qui veut étendre le karaté Shotokan à l'international.

### Japan Karate Shotorenmei (JKS)
Tetsuhiko Asai (1935–2006), 10e Dan, pratique souvent le Sumo, le Judo, le Kendo et la lance lorsqu'il est dans la fleur de l'âge. Asai étudie à l'université Takushoku à Tokyo où il apprend également le karaté Shotokan. Il joint le programme d'instructeurs et devient instructeur JKA. Les années à venir, Asai exerce en Chine, à Hong Kong, en Amérique, en Europe et à Hawaï où il crée l'Association de karaté d'Hawaï. Il a été fait chef instructeur de la JKA après la mort de Masatoshi Nakayama en 1987 ; cependant, avec d'autres instructeurs supérieurs de la JKA, il s'oppose au rendez-vous de Nakahare en tant que président, et il forme séparément la faction Matsuno de la JKA. Lors de longs combats réglementés, le groupe de Nakahara remporte les droits du titre de JKA et le groupe d'Asai adopte le nom de Japan Karate Shotorenmei (JKS).

### Association de karaté Shotokan du Japon (JSKA)
Keigo Abe (1938–), en tant qu'étudiant de JKA Honbu apprend directement de Nakayama, ce qui laisse voir tout le respect qu'il porte pour lui. Abe est un ancien instructeur supérieur de JKA Honbu, qui a passé ses grades alors soumis au programme des instructeurs. Il tient alors à l'origine le bureau de chargé des diplômes, la phase antérieure à la division de la JKA. Cependant, après la division en 1990, il est chargé des procédures de la JKA (section Matsuno) durant la phase la plus turbulente de l'association. Dans sa jeunesse, Abe avant pris la 3e place lors du premier championnat national de la JKA, fut capitaine de l'équipe du Japon au deuxième championnat du monde qui eut lieu en France à Paris, termina à la 1re place au tournoi Amical international de la JKA (1973) et prit la 1re place lors des second et troisième championnats nationaux JKF en tant que représentant de Tokyo. Il doit sa renommée à sa très forte approche traditionnelle du karaté Shotokan avant sa retraite en 1999 au sein de la JKA et forme sa propre organisation internationale, l'association de karaté Shotokan du Japon (JSKA). Abe est réputé pour avoir formulé les règles du ippon shobu en compétition qui sont utilisées par la plupart des pratiquants dans le style Shotokan aujourd'hui.
Cependant, il y a une école de pensée indiquant que ces règles ont été formulées par Hidetaka Nishiyama lorsqu'il était au sein de la JKA. Abe est soutenu au sein de la JSKA par Makoto Matsunami 8e dan, qui tient indépendamment son dojo au Japon en tant que chargé de l'administration. Keigo Abe a obtenu son 9e dan en 2008 de la JSKA Shihankai.

### Fédération mondiale de Karate-Do Shotokan (WSKF)
La Fédération mondiale de Karate-Do Shotokan (WSKF) a des membres dans 75 pays. Elle a été fondée en 1990 par le professeur Hitoshi Kasuya (8e Dan) et le professeur Takeaki Kamiyanagi (9e Dan) et il s'agit d'une organisation mondialisée avec des chefs instructeurs expérimentés.
Le professeur Kasuya arrive au bout du programme instructeur de la JKA en 1973. Il est l'élève du professeur Nakayama qui a eu une influence importante sur lui à cause de son approche scientifique du karaté et de sa capacité à lancer des défis à ses élèves. Le professeur Kasuya était membre de l'équipe nationale du Japon jusqu'en 1982, participant d'abord au sein de l'IAKF puis au sein du WUKO (Union mondiale des organisations de Karate-Do) aux championnats du monde. En 1983 et 1985, il devint champion du monde kata Skif, et kumite. Jusqu'en 1987, il participe aux tournois, et il est également un instructeur actif. Il est à présent[Quand ?] actif en tant qu'arbitre et instructeur.

### Association internationale Asai Shotokan (ASAI)
Kousaku Yokota (1947-), 8e dan, est le chef instructeur de l’Association internationale Asai Shotokan[pas clair], avec son quartier général aux États-Unis. Il est l'élève de Iate Jun Sugano, un ancien vice-président 9e dan de la JKA, s'entraînant dans son dojo jusqu'à ce qu'il se déplace en Amérique. Lorsqu'il était au sein de la JKA aux États-Unis, Yokota était l'assistant de l'instructeur sous Teruyuki Okazaki, président 10e dan de l'ISKF aux Philippines. C'est à cet endroit qu'Yokota commence son programme d'instructeur JKA qu'il termine sous l'autorité de Jun Sugano au Japon en 1983.
Yokota démissionne de la JKA en 2002 et joint la JKS où il obtient son 6e dan des mains de Tetsuhiko Asai en 2006. Il démissionne de la JKS en 2009 et vient pour assister au rétablissement de l'IJKA (International Japan Martial arts Karatedokai) avec Keiko Asai[pas clair].
Après avoir quitté l'IJKA en 2010, Yokota prend le poste de chargé de la procédure de la WJKA (Alliance du Japon mondialisée du karaté). Il quitte la WJKA en 2013 pour former l'Asai Shotokan Association International aussi bien pour honorer son professeur Tetsuhiko Asai que pour promouvoir et véhiculer les enseignements d'Asai dans le monde.
Asai-ryu, construit à partir des enseignements de Funakoshi et de Nakayama, mais également à partir d'ajouts dans le système technique qui combine force, une méthode de longue distance de combat importé de la traditionnelle JKA Shotokan avec moins de restrictions et plus de fluidité avec un mode de combat rapproché inspiré de styles de Kung Fu en plus d'autres techniques qu'Asai a implémenté et qui manquaient au sein du système JKA.
En tant que karatéka, Yokota croit avec ferveur aux concepts de l'art du Budō et du bujutsu et à l'aspect compétition. Il représente la préfecture de Hyōgo aux championnats JKA All Japan à Tokyo et au festival athlétique nationale de tout le Japon (Kokutai) à la préfecture de Shiga en 1983[pas clair].
Avant de se tourner vers les enseignements de Tetsuhiki Asai, il prit un tournant vers le full contact en Kyokushinkai[incompréhensible].

## ShotokaiLe nomShotokaiest l'organisation de Shōtō. - 松濤 Shoto étant le pseudonyme de Maître FUNKOSHI Gichin. Nom qui fut donné au premier Dojo Le Shotokan en 1936.
Au Japon, Nihon Karate-Do Shotokai est l'association historique, elle préserve l'héritage de Gichin Funakoshi. Le Honbu Dojo Shotokan a tout de même déménagé depuis l'origine, il est actuellement[Quand ?] situé au 2-1-7 Kikukawa Sumida-Ku Tokyo.
La Nihon Karatedo Shotokai est resté conforme à l'esprit du Maître Funakoshi et n'a jamais adopté la compétition sportive.
Shotokai fait également référence à la méthode d'enseignement de Shigeru Egami (1912-1981). Shigeru Egami a commencé sa formation sous l'autorité de Gichin Funakoshi au début des années 1930 alors qu'il intégra l'université de Waseda. 
Il eut pour instructeur Takeshi Shimoda et pour compagnon de pratique le fils du Maître Yoshitaka/Gigo Funakoshi.
Shigeru Egami devient le successeur de la famille Funakoshi et premier Directeur technique du Honbu Dojo Shotokan. Il y laissera son empreinte en insistant sur le précepte 'Karate ni sente nashi' : Il n'y a pas de première attaque en Karate. 
La technique doit se réaliser par une recherche plus de naturel. Cela se traduira par plus de relâchement, plus d'amplitude et moins de contraction musculaire. 
Le Karatedo s'inscrit comme une voie d'accomplissement de soi. Elle doit être adaptée à tous sans condition d'âge ou de sexe.
Egami Shigeru est décédé en 1981.

## Karaté Shotokan des États-Unis (SKA)
Tsutomu Ōshima (1930– ) commence la pratique du karaté à l'université de Waseda en 1948, ayant reçu l'instruction de Funakoshi et d'Egami parmi tant d'autres. Il devient le capitaine du club en 1952. En 1965, il se déplace à l'USC pour continuer ses études, et il effectue ses premiers entraînements aux États-Unis peu de temps après. En 1957, il se lance dans un club de karaté universitaire aux États-Unis, au Caltech et en 1959, il fonde l'Association de karaté de Californie du Sud. En raison du nombre de dojos qui ont ouvert par la suite, son association a été renommée Shotokan Karate America (SKA) en 1969. La SKA maintient son siège social à Los Angeles. Aujourd'hui, Ohshima est reconnu comme chef instructeur de plusieurs associations de karaté Shotokan affiliées à la SKA disséminées dans le monde. En 1957, Ohshima est récompensé du 5e Dan par le maître Funakoshi, le plus haut-rang possible.

## Association de Karate Shotokan Funakoshi (FSKA)
Shihan Kenneth Funakoshi, fondateur et chef instructeur de la FSKA est le quatrième cousin du maître Gichin Funakoshi - le fondateur du Shotokan Moderne.
Il commence la pratique du judo en 1948 sous l'autorité d'Araki Sensei à l'école Fort Gakuen de la Langue Japonaise à Honolulu[pas clair]. Durant ses années au lycée de Farrington dans le quartier de Kalihi (en), il est membre de l'équipe de football ainsi que capitaine du territoire des championnats de natation par équipe de Hawaï (Hawaï n'était alors pas un État). Pendant ses études à l'université d'Hawaï avec une bourse pour la natation, le professeur Funakoshi commence la pratique du Kempo sous l'autorité d'Adriano Emperado de 1956 à 1959.
En 1960, Funakoshi commence le karaté Shotokan. Entre 1966 et 1969, il s'entraîne sous l'autorité du troisième et dernier instructeur envoyé par la JKA, Tetsuhiki Asai. En 1969, après dix ans d'entraînement sous les instructions d'un des meilleurs de la JKA et cinq victoires consécutives au grand championnat de l'Association de karaté d'Hawai, Kenneth Funakoshi devient Chef instructeur pour l'Association de karaté d'Hawaï.
Funakoshi se rend à San José (Californie) où il y enseigne le karaté en décembre 1986. En 1987, l'Association de karaté Shotokan Funakoshi est fondée avec son siège social à Milpitas.